# Hilda Strike
Hilda H. Strike, född 1 september 1910 i Montreal, död 9 mars 1989 i Ottawa, var en kanadensisk friidrottare.
Strike blev olympisk silvermedaljör på 100 meter vid olympiska sommarspelen 1932 i Los Angeles.